# Tanarara
Tanarara is een bestuurslaag in het regentschap Oost-Soemba van de provincie Oost-Nusa Tenggara, Indonesië. Tanarara telt 2037 inwoners (volkstelling 2010).